# Hầu Di Quân
Hầu Di Quân (sinh ngày 19 tháng 9 năm 1977) là diễn viên, MC, vũ công người Đài Loan. Cô được biết đến qua những bộ phim Đài Loan dài tập, với các vai diễn gây ấn tượng như Tiểu Vũ phim Khi người ta yêu, Trịnh Khải Lợi phim Đời sống chợ đêm, Tiểu Long Nữ phim Thánh mẫu mã tổ,....

## Tiểu sử
Hầu Di Quân sinh ra trong 1 gia đình ở Thủy Lý, Nam Đầu, Đài Loan. Cô là chị của 2 đứa em trai. Từ nhỏ, Hầu Di Quân sớm bộc lộ khả năng nhảy múa, cô theo học múa từ nhỏ. Trải qua không ít đau đớn và nước mắt đằng sau những buổi tập, nhưng với niềm đam mê, cô bé Tiểu Quân Quân ngày nào đã trở thành một vũ công xuất sắc, tốt nghiệp khoa Vũ đạo trường Đại học Nghệ thuật Quốc gia Đài Loan
Hầu Di Quân bén duyên với sự nghiệp diễn xuất từ năm 1997 với vai diễn Cao Minh Trân trong bộ phim điện ảnh Phá tan trò chơi sinh tử
Hầu Di Quân đảm nhận vai chính đầu tiên trong bộ phim Cửu Long truyền thuyết với 2 vai Minh Nguyệt và Nguyệt Nương
Với lối diễn xuất đa dạng, Hầu Di Quân đảm nhận nhiều vai diễn với tính cách khác nhau. Từ vai diễn ngây thơ, hồn nhiên, nhí nhảnh cho đến các vai cực kì phản diện. Thậm chí vì vai phản diện của mình mà Hầu Di Quân từng bị khán giả ghét nhân vật ghét lây sang diễn viên. Luôn đầu tư và nỗ lực hết mình trong từng vai diễn, Hầu Di Quân hiện là 1 trong những diễn viên thực lực của đài truyền hình Dân Thị - FTV. Ngoài ra, cô còn làm MC cho những chương trình chủ chốt của FTV.
Hầu Di Quân đặc biệt yêu thích thể thao, cô tham gia đạp xe, bơi lội, chạy bộ,...

## Phim điện ảnh
| Năm  | Phim                     | Vai       |
| ---- | ------------------------ | --------- |
| 1997 | Phá tan trò chơi sinh tử | Minh Trân |
| 2011 | Leaving Gracefully       | Tú Mỹ     |

## Phim truyền hình
| Năm        | Phim                      | Vai                          | Bạn diễn                                          |
| ---------- | ------------------------- | ---------------------------- | ------------------------------------------------- |
| 1999       | Hoa lan quân tử           | Lâm Hoàng Văn                | Giang Hoành Ân, Trần Quán Lâm,...                 |
| 2000       | Cửu Long truyền thuyết    | Minh Nguyệt/ Nguyệt nương    | Tiêu Đại Lục                                      |
| 2002       | Phụ quân thiên hành lệ    | Lưu Tuệ Quân                 | Miêu Khả Lệ, Nghê Tề Dân,...                      |
| 2002-2003  | Biệt đội tia chớp         | Lâm Lệ Hoa                   | Kha Thúc Nguyên, Vương Xán, Miêu Khả Lệ,...       |
| 2003       | Giấc mơ trở thành sự thật | Lợi Lợi (Lily)               |                                                   |
| 2003- 2004 | Ngàn vàng tiểu thư        | Châu Lisa (vai khách mời)    | Hoắc Kiến Hoa, Trần Kiều Ân, Lâm Vy Quân,...      |
| 2005- 2006 | Vòng xoáy kim tiền        | Tô Diễm Thu                  | Lâm Kiện Hoàn, Miêu Khả Lệ, Phương Hinh,...       |
| 2006       | Khi người ta yêu          | Tiểu Vũ/ Lâm Gia Huệ         | Lý Chính Dĩnh, Đinh Lực Kỳ,...                    |
| 2008       | Thánh Mẫu mã tổ           | Tiểu Long Nữ Lưu Văn Yến     | Thẩm Thế Bằng, Trần Á Lan,...                     |
| 2008- 2009 | Chuyện bên nhà mẹ         | Trịnh Khải Lợi               | Tống Dật Dân, Trần Vũ Phong,...                   |
| 2009- 2011 | Đời sống chợ đêm          | Trịnh/ Châu Khải Lợi (Kelly) | Vương Thức Hiền, Vương Xán,...                    |
| 2012       | Phong thủy thế gia        | Lâm Hiểu Quân (Lisa)         | Kha Thúc Nguyên, Trần Mỹ Phụng, Trần Vũ Phong,... |
| 2015       | Của hồi môn               | Tạ Tịnh Văn                  | Trần Chiêu Vinh                                   |